# NGC 5946
NGC 5946 is een bolvormige sterrenhoop in het sterrenbeeld Winkelhaak. Het object werd op 8 mei 1826 ontdekt door de Schotse astronoom James Dunlop.

## Synoniemen
- IC 4550
- GCL 36
- ESO 224-SC7